# Microdrosophila cucullata
Microdrosophila cucullata är en tvåvingeart som beskrevs av Zhang 1989. Microdrosophila cucullata ingår i släktet Microdrosophila och familjen daggflugor. Inga underarter finns listade i Catalogue of Life.